# Giuseppe Zais

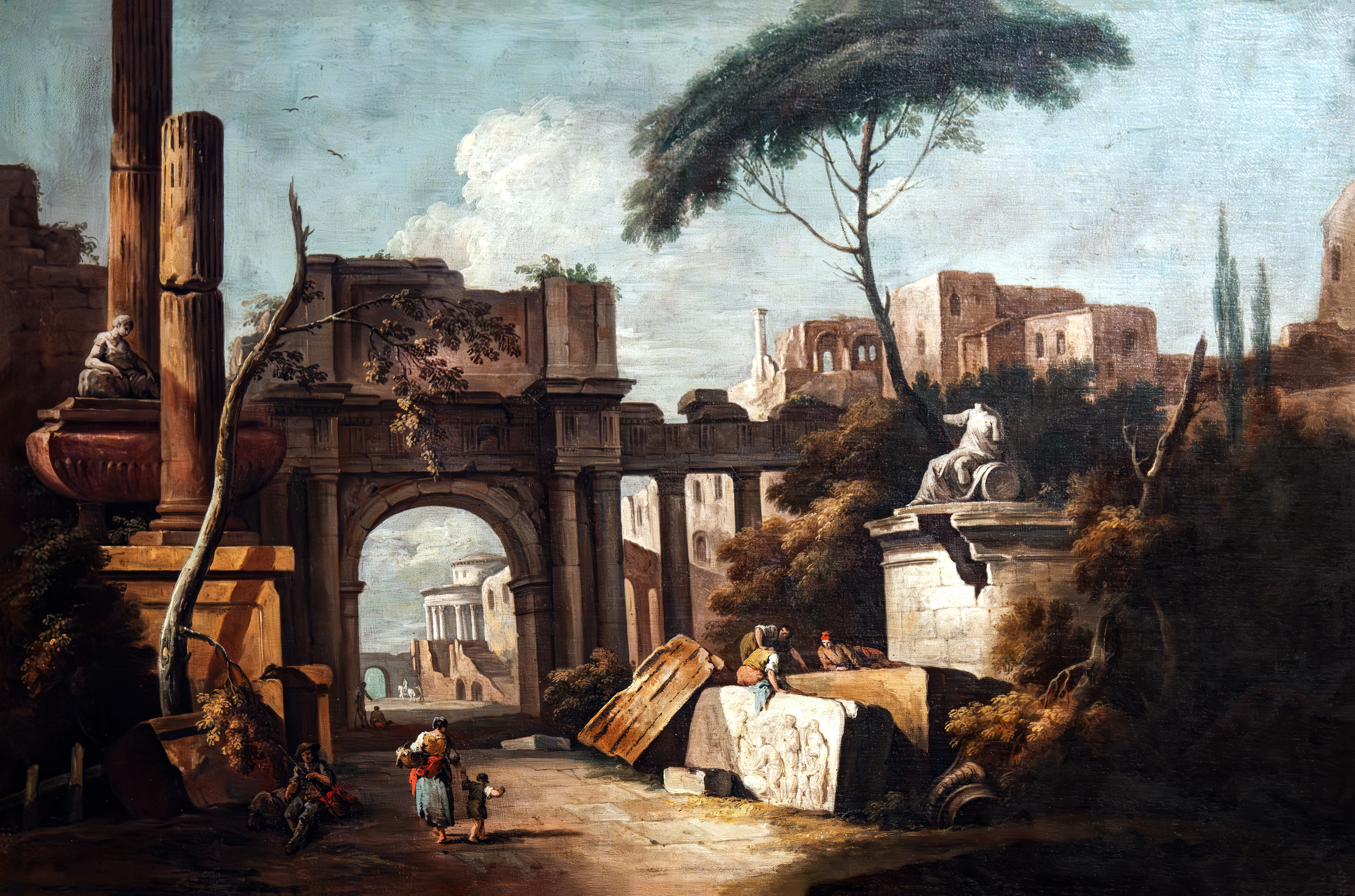
Capriccio con rovine

Giuseppe Zais o, più propriamente, Xaiz (Forno di Canale, 22 marzo 1709 – Treviso, 29 ottobre 1784) è stato un pittore italiano.

## Biografia
Pittore bellunese del periodo rococò, esponente della scuola arcadica fu allievo di Francesco Zuccarelli con il quale condivise il primato di miglior pittore del genere, anche se Filippo de Boni nella sua Biografia degli artisti lo indica anche come allievo di Francesco Simonini, parmigiano che lo istruì come pittore di battaglie.
Dipinse molti quadri di paesaggi e di battaglie, la pittura arcadica proviene dal celebre quadro del Guercino Et in Arcadia ego, tema che fu sviluppato durante il Seicento da Francesco Albani e in seguito da Salvator Rosa.
L'Abate Lanzi nella sua Storia pittorica dell'Italia dice che fu un pupillo del console Joseph Smith (1682-1770), noto mecenate inglese che visse a Venezia.
Nel 1774 Zais divenne membro dell'Accademia di Pittura.
Dieci anni più tardi morì in miseria. Sempre il Lanzi, a proposito della sua morte c'informa che:
Della sua attività rimangono molte testimonianze: fra i più celebri sono gli affreschi della Villa Pisani a Stra, dipinti tra il 1760 e il 1765. Sue opere sono esposte in Italia alle Gallerie dell'Accademia di Venezia, al Museo di Bassano del Grappa e alla Pinacoteca civica di Forlì.
Fu anche incisore di acqueforti.